# Setodius diogenes
Setodius diogenes är en skalbaggsart som beskrevs av Gordon och Paul E.Skelley 2007. Setodius diogenes ingår i släktet Setodius och familjen Aphodiidae. Inga underarter finns listade i Catalogue of Life.